# Waldy Dzikowski
Waldy Dzikowski (ur. 23 lipca 1959 we Wschowie) – polski polityk, chemik i samorządowiec, wójt Tarnowa Podgórnego (1990–2001), poseł na Sejm IV, V, VI, VII, VIII i IX kadencji, senator XI kadencji.

## Życiorys
Jest synem Henryka i Heleny. Z wykształcenia inżynier chemik, w 1983 ukończył studia magisterskie na Wydziale Technologii Chemicznej Politechniki Poznańskiej. W latach 1984–1990 pracował na stanowisku kierownika pracowni chemicznej Instytutu Obróbki Plastycznej w Poznaniu. W latach 1990–2001 pełnił funkcję wójta gminy Tarnowo Podgórne. Od 1998 do 2000 był także radnym sejmiku wielkopolskiego.
W 1991 wstąpił do Kongresu Liberalno-Demokratycznego. Od 1994 do 2001 działał w Unii Wolności, następnie przystąpił do Platformy Obywatelskiej. Z listy PO uzyskiwał mandat poselski w 2001 i 2005 w okręgu poznańskim. W Sejmie IV kadencji był wiceprzewodniczącym, następnie przewodniczącym Komisji Samorządu Terytorialnego i Polityki Regionalnej. W latach 2005–2007 ponownie pełnił funkcję wiceprzewodniczącego tej komisji. W 2006 został rzecznikiem w gabinecie cieni Platformy Obywatelskiej odpowiedzialnym za administrację. Od 2006 do 2010 pełnił funkcję wiceprzewodniczącego partii, do 2010 był także przewodniczącym wielkopolskich struktur PO.
W 2006 prokurator wystąpił o uchylenie mu immunitetu w sprawie rzekomej korupcji, mającej według niego polegać na przyjęciu od lokalnego przedsiębiorcy łapówki w postaci remontu domu w zamian za wygrane przetargi, jakiej Waldy Dzikowski miał się dopuścić, w okresie pełnienia funkcji wójta Tarnowa Podgórnego. Waldy Dzikowski, zaprzeczający tym twierdzeniom, nie zrzekł się immunitetu, a Sejm w 2007 odrzucił wniosek o jego uchylenie.
W wyborach parlamentarnych w 2007 po raz trzeci został posłem, otrzymując 110 467 głosów. W wyborach w 2011 po raz kolejny uzyskał mandat posła, otrzymując 54 647 głosów. W 2015 z powodzeniem ubiegał się o poselską reelekcję (dostał 27 991 głosów). W Sejmie VIII kadencji został członkiem Komisji Samorządu Terytorialnego i Polityki Regionalnej oraz Komisji Nadzwyczajnej do rozpatrzenia projektów ustaw z zakresu prawa wyborczego, pracował też w Komisji Administracji i Spraw Wewnętrznych (2015). Również w wyborach w 2019 został wybrany do Sejmu jako przedstawiciel Koalicji Obywatelskiej (uzyskując 19 704 głosy).
W 2023 był kandydatem KO do Senatu w okręgu nr 90. Został wybrany do wyższej izby polskiego parlamentu, zdobywając 190 681 głosów.

## Wyniki w wyborach parlamentarnych
| Wybory | Komitet wyborczy   | Komitet wyborczy      | Organ            | Okręg            | Wynik          |
| ------ | ------------------ | --------------------- | ---------------- | ---------------- | -------------- |
| 2001   |                    | Platforma Obywatelska | Sejm IV kadencji | nr 39            | 27 596 (8,59%) |
| 2005   | Sejm V kadencji    | Platforma Obywatelska | 54 959 (18,01%)  | nr 39            |                |
| 2007   | Sejm VI kadencji   | Platforma Obywatelska | 110 467 (24,68%) | nr 39            |                |
| 2011   | Sejm VII kadencji  | Platforma Obywatelska | 54 647 (13,66%)  | nr 39            |                |
| 2015   | Sejm VIII kadencji | Platforma Obywatelska | 27 991 (6,83%)   | nr 39            |                |
| 2019   |                    | Koalicja Obywatelska  | Sejm IX kadencji | nr 39            | 19 704 (3,83%) |
| 2023   | Senat XI kadencji  | Koalicja Obywatelska  | nr 90            | 190 681 (75,07%) |                |

## Odznaczenia
W 2015 został  odznaczony Odznaką Honorową za Zasługi dla Samorządu Terytorialnego.